# 川上俊
川上 シュン（かわかみ しゅん、shun kawakami、男性、1977年5月25日 - ）は、日本のクリエイティブディレクター、アートディレクター、グラフィックデザイナー、タイポグラファー、アーティスト。artless Inc.代表。

## 来歴
1977年、東京都生まれ。artless Inc. 代表。ブランディングディレクター、クリエイティブディレクター、アートディレクター、デザイナー、アーティスト。
独学でデザインとアートを学び、ニューヨークから帰国後の2000年1月1日、22歳7ヶ月で独立。翌年、2001年 artless Inc. 設立する。
現在、東京と軽井沢を拠点に、大阪と京都にブランチやサテライトを構え、アート／デザイン／ビジネス、そして、グローバル／ローカル と多角的視点を軸に、グラフィックから建築まで包括的なブランディングとデザインを行っている。
1977年、東京都生まれ。artless Inc. 代表。ブランディングディレクター、クリエイティブディレクター、アートディレクター、デザイナー、アーティスト。
独学でデザインとアートを学び、ニューヨークから帰国後の2000年1月1日、22歳7ヶ月で独立。翌年、2001年 artless Inc. 設立する。
現在、東京と軽井沢を拠点に、京都や大阪にもブランチやサテライトを構え、アート／デザイン／ビジネス、そして、グローバル／ローカル と多角的視点を軸に、グラフィックから建築まで包括的なブランディングとデザインを行っている。
数多くの建築家やインテリアデザイナーとコラボレーションをを行い、建築やインテリアデザインからサインやグラフィックまで一気通貫したブランドデザインを行い、包括的なブランドコミュニケーションデザインを提案している。
プライベートワークとしてアーティスト活動も行っている。安土桃山時代を中心とする水墨画、障壁画、茶の湯、生花、盆栽、作庭、建築など、高度に洗練された「日本独自の美的理念」へ回帰しながらも「デザインとアート」と「西洋と東洋」を融合的に捉え、独自の視点と価値観でのグラフィック作品やインスタレーション作品の制作と発表を行っている。

## 主な仕事
2000年に独立後、+81 magazine等のグラフィックデザインを中心に活動をスタート。
2008年、世界中の30歳以下の優れたアートディレクター50名を選出する 「NY ADC : Young Gun 6」 を受賞。翌2009年は審査員も務める。
同年、日仏交流150周年記念事業として経済産業省が策定した「感性価値創造イニシアティブ」に基づき、感性に訴えかける日本の優れた製品やサービスを紹介する展示会。パリ・ルーブル宮のフランス国立装飾美術館での「感性 kansei –Japan Design Exhibition– 」展に選出されアートブックを制作展示。
2010年には、ロンドンを拠点に“Yellow Pencil”の名で、デザインと広告における独創性を促し支援する「D&AD賞」も受賞。同年、フィンランドのデザイン会社MUSUTA Ltd.の映像作品にアートワークで参加。カンヌライオンズ 国際クリエイティビティ・フェスティバル（英：Cannes Lions International Festival of Creativity）金賞受賞。
2011年年始、新宿伊勢丹のショーウィンドウ／VMD（ビジュアルマーチャンダイジング）を担当。本館とメンズ館の計21面に及ぶウィンドウと、本館一階「The Stage」のアートディレクション及びグラフィックワークを制作。
2012年、ドイツ・ハノーファーを拠点とするアワード「iF: International Forum Design Hannover (Germany)」を受賞。同年、CREATIVITY INTERNATIONAL AWARDS : 41st annualも受賞。
2013年、ONE SHOW DESIGN（NY）ゴールドペンシル／金賞、デザインアワード「DFAA – Design For Asia Award 2013 (Hong Kong)」を受賞し、また、国内でも、東京TDC、グッドデザイン賞、SDA AWARDS SDA Award – Japan Design Space Association Award (GOLD PRIZE – 日本空間デザイン賞／優秀賞) を受賞。
2014年、H&M Kyotoのオープニングアーティストに選出されグラフィックアート作品を制作。
2015年、Web界のアカデミー賞と称されるウェビー賞 (The Webby Award) を受賞。渋谷スクランブル交差点前に存在する「スターバックス SHIBUYA TSUTAYA店（1F+2F）」の店舗内アートのアーティストとして起用されている。
2017年、「サロン・デ・ボザール 2017（Salon des Beaux Arts 2017）」にメインアーティストの一人として招待され、パリのルーヴル美術館にて、幅17メートル、高さ3メートルの大型ビデオインスタレーション「In Praise of Shadows - 陰翳礼讃 - 」を行う。サロン・デ・ボザールとは、150年を超える歴史を持つフランスの美術団体「ソシエテ・ナショナル・デ・ボザール（Société nationale des beaux-arts）」が主催するアートの祭典で、毎年ルーヴル美術館で開催されている。
2017年よりスタートした  東京／表参道、渋谷、外苑前、六本木、代官山を中心としたデザインとアートを横断するフェスティバル「DESIGNART TOKYO」をファウンダーの一人として立ち上げ、デザインとアートを融合的に捉えた新しいムーブメントを起こしている。
2018年、上海「Phaédo Gallery」にて個展「traditional contemporary by shun kawakami」を開催。
2019年、東京・渋谷オープンした hotel koe tokyo 、隈研吾が設計した koé donuts kyoto、安藤忠雄建築の瀬戸内リトリート青凪、中国・鄭州にオープンしたリゾートホテル yanling jianye the mist hot spring hotel　など、近年、多くのホテルやショップ、レストランなどの建築やインテリアとの融合にフォーカスしたブランディング及びアートディレクションを手掛けている。
活動は多岐にわたり、国内外でのカンファレンス、エキシビション、フェスティバルにも多数招待され、ポンピドゥー・センター（パリ）、ルーブル宮内フランス国立装飾美術館、クアラルンプール国立美術館、ミラノサローネ、TENT LONDON、DMY（ベルリン）、BODW（香港）、シンガポールデザインフェスティバル、ソウルデザインフェスティバル（韓国）、上海デザインビエンナーレ等）など。

## 会員
- NY ADC / Young Guns (US)
- NY ADC（ニューヨーク・アートディレ クターズクラブ）(US)
- D&AD (London, UK)
- JAGDA 会員 (Japan)

## 主な受賞歴
海外：
- NY ADC : Young Gun 6 [2] [3]
- NY ADC 賞
- NY TDC 賞
- One Show Design（NY）／ゴールドペンシル・金賞
- DFAA – Design For Asia Award  (Hong Kong) ／シルバーアワード（香港）
- D&AD賞 (London, UK)
- iF International Forum Design Award (Germany)
- London International Awards (UK)
- CREATIVITY INTERNATIONAL AWARDS
- FWA (UK)

日本国内 :
- 東京タイプディレクターズクラブ（東京TDC） - TDC賞
- JAGDA 日本グラフィックデザイナー協会 - Graphic Design in Japan  / 日本グラフィックデザイン年鑑
- グッドデザイン賞
- 日本タイポグラフィ年鑑
- SDA賞（公益社団法人日本サインデザイン協会）
- DSA Award – Japan Design Space Association Award
- JCD Design Award / BEST 100

## 展覧会
- ルーヴル美術館／サロン・デ・ボザール 2017　（Musée du Louvre / Les Salles du Carrousel / Salon des Beaux Arts 2017）　2017年
- 「stroke」 at Backwoods Gallery (Melbourne) 2017年
- 「bokusho」 Installation Art at PMQ (Hong Kong) 2016年
- 「snow landscapes」 at Backwoods Gallery (Melbourne) 2015年
- 「Art in Design」 at PMQ (Hong Kong) 2014年
- 「shun kawakami + H&M Kyoto」 at H&M Kyoto (Kyoto, Japan) 2014年
- 「modern-classic - shun kawakami」 at No Vacancy Project Space / supported by Backwoods Gallery & NO VACANCY GALLERY (Melbourne, Australia) 2014年
- 「+81 Gallry NewYork / Opening Exhibition」 at +81 Gallery (NewYork, USA) 2014年
- 「design and paper engineerings」 at TENT LONDON 2012 (London, UK) 2012年
- 「exhibition of art & design: “shun kawakami + artless inc.” 」at EYE OF GYRE (GYRE OMOTESANDO 3F) (Tokyo, Japan) 2012年
- 「exhibition of graphic and photography: “THE COMMON"」at EYE OF GYRE (Tokyo, Japan) 2012年
- 「arnk: solo exhibition of shun kawakami」at hotel anteroom kyoto (Kyoto, Japan) 2011年
- 「Graphic Passport : Exhibition & Symposium」at Centre Pompidou ポンピドゥーミュージアム (Paris, France) 2011年
- 「Seoul Design Festival 2010」（coex, Seoul）2010年
- 「SILENTSEEING: MOON IN TIME & STYLE」（TIME & STYLE MIDTOWN）2010年
- 「shun kawakami per giuliano fujiwara」（ミラノサローネ / MILANO MODA）2010年
- 「shun kawakami + gen miyamura Exhibition of graphic arts and calligraphy」（+81 Gallery+Lab.）2010年
- 「JAGDA TOKYO No. 22 exhibition：balloon」（JAGDA TOKYO (Roppongi Tokyo)）2009年
- 「KLDW 2009」（クアラルンプール国立美術館／KUALA LUMPUR NATIONAL ART GALLERY, Malaysia） 2009年
- 「感性：kansei ‐  Japan Design Exhibition（日本のデザイン展）」（ルーブル宮内装飾美術館／パリ）2008年 ※日仏交流150周年記念事業として経済産業省が主催
- 「上海デザインビエンナーレ 2008」（上海／中国） 2008年
- 「DMY 2008 - International Design Festival Berlin」（Berlin, Germany） 2008年
- 「シンガポール デザイン フェスティバル／Singapore Design Festival」（Old School, Singapore） 2007年
- 「"biishiki"  +81 magazine 10th Anniverary Exhibition」（Esso Gallry, Chelsea, New York. USA） 2006年

## テレビ出演
- 「デザイントークス+」（NHK、2015年7月2日放送）[13]

## 著書
- 「記憶に残るウェブサイト [トップクリエイター10組へのインタビュー集]」（ビー・エヌ・エヌ新社） 2008年

## インタビュー
- 肩書は「デザインの指揮者」川上シュン氏に問う“豊かな暮らし”とは - R100 Tokyo
- 川上シュンが語る、アートとして進化したプレミアム家電の世界 - OPENERS
- 型にはまらない、高架下オフィスという選択 - REALGATE
- 渋谷慶一郎 × 川上シュン アーティストと共生する新しい広告の形 - CINRA.NET
- MONKEY MAJIK × 川上シュン (artless Inc.) スペシャル対談 - avex management
- Open Reel Ensemble × artlless代表 川上俊 - OPENERS